# Эмери, Кеннет Оррис
Кеннет Оррис Эмери (Kenneth Orris «K.O.» Emery; 6 июня 1914 г., Канада — 12 апреля 1998 г., Милтон, Массачусетс, США) — американский морской геолог. Научный сотрудник-эмерит Океанографического института в Вудс-Хоуле, член НАН США. Отмечен рядом наград и отличий.

## Биография
Вырос в Техасе. Изучал инженерию в Северотехасском сельскохозяйственном колледже в Арлингтоне и геологию в Иллинойсском университете, который окончил в 1935 году со степенью бакалавра. В 1939 году получил степень магистра геологии, а в 1941 году, в Иллинойсском университете — степень доктора философии по геологии. После двухлетней службы ассистент-геологом в Геологической службе штата Иллинойс, с 1943 по 1945 год работал в Отделе военных исследований Калифорнийского университета в Сан-Диего. После войны переехал в Лос-Анджелес, где преподавал более 15 лет в Университете Южной Калифорнии с 1945 по 1962 год, первоначально как ассистент-профессор, а с 1950 года — профессор геологии, проводил исследования в Калифорнийском заливе. Одновременно работал геологом в Геологической службе США. С 1962 года работал в Океанографическом институте в Вудс-Хоуле, с 1963 года — старший научный сотрудник (по 1975), с 1979 года — научный сотрудник-эмерит.
Подписал «Предупреждение учёных человечеству» (1992).
Член НАН США и Американской академии искусств и наук (обеих — с 1971), Шведской королевской академии наук (1977).
Являлся вице-президентом Society of Economic Paleontologists and Mineralogists и American Society of Limnology and Oceanography.
Автор около 290 публикаций и 15 книг по морской геологии и геофизике, а всего около 360 научных публикаций.
Награды и отличия
- Shepard Prize for Marine Geology (1969)
- Отличие выдающегося выпускника Техасского университета в Арлингтоне (1969)
- Медаль князя Монако Альбера I, Франция (1971)
- Compass Distinguished Achievement Award, Marine Technology Society[англ.] (1974)
- AAAS-Rosensteil Award in Oceanographic Science (1975)
- Illini Achievement Award Иллинойсского университета (1977)
- Maurice Ewing Medal[англ.], Американский геофизический союз (1985)
- William H. Twenhofel Medal[англ.] (1989), высшая награда Society for Sedimentary Geology[англ.]
- Alumni Achievement Award кафедры геологии Иллинойсского университета (1996)